# Vochysia steyermarkiana
Vochysia steyermarkiana är en tvåhjärtbladig växtart som beskrevs av L. Marcano Berti. Vochysia steyermarkiana ingår i släktet Vochysia och familjen Vochysiaceae. Inga underarter finns listade i Catalogue of Life.